# Leigh Hunt

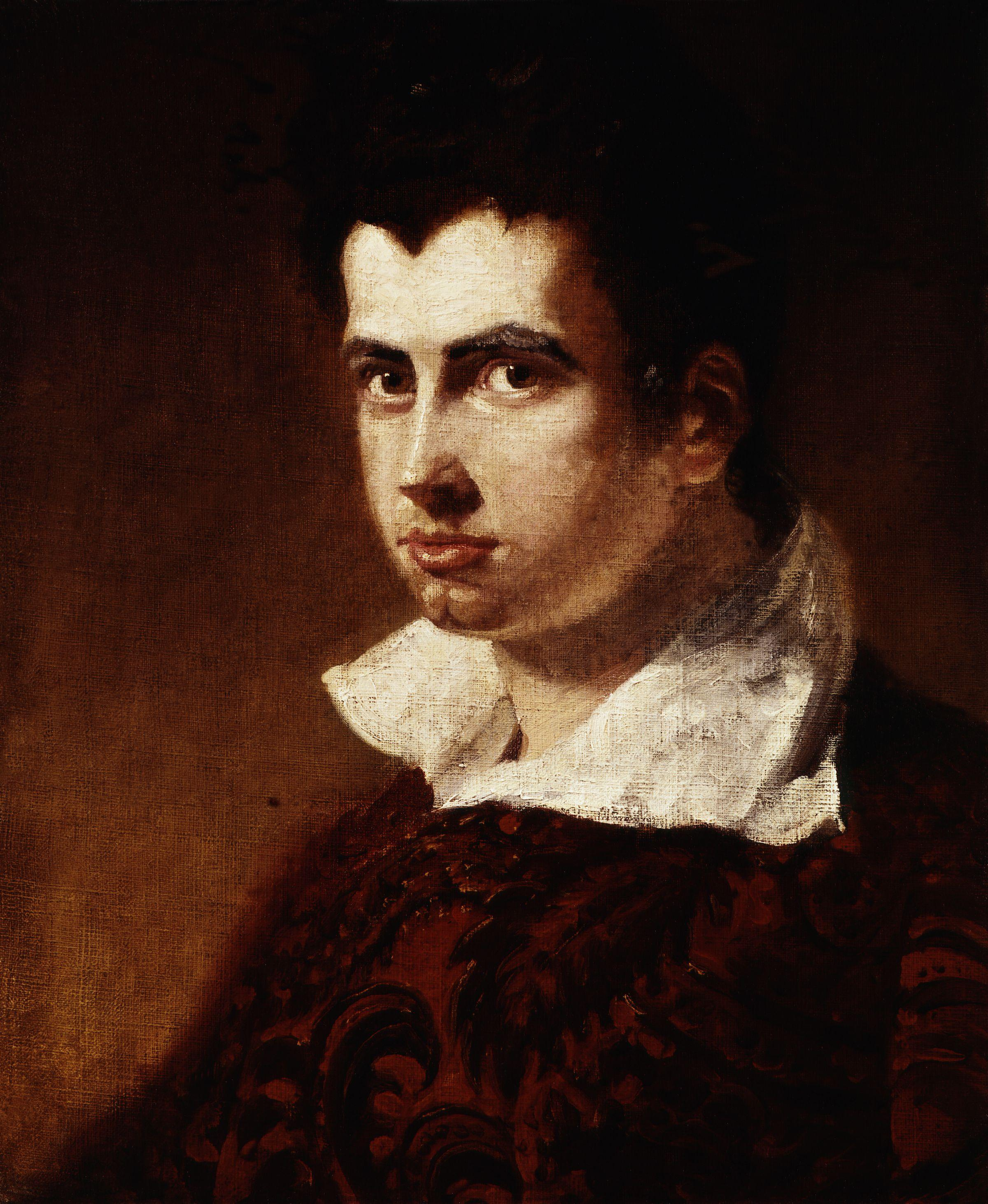
Leigh Hunt

James Henry Leigh Hunt (* 19. Oktober 1784 in Southgate bei London; † 28. August 1859 in Putney) war ein englischer Schriftsteller, Kritiker, Journalist und Herausgeber von Zeitschriften.

## Leben
Hunt ließ schon als Schüler der Christ’s Hospital-Schule in London mehrere Essays and juvenile poems im Juvenile Preceptor drucken. 1808 arbeitete er zunächst bei einem Rechtsanwalt und erhielt sodann eine Staatsanstellung, die er aber wieder aufgab, um sich vorzugsweise der Theaterkritik zu widmen.
Aus dieser Zeit stammen seine vortrefflichen Essays über Theater und dramatische Kunst, die 1807 unter dem Titel: Critical essays on the performances of the London theatres gesammelt erschienen. Schonungslos in Besprechung kirchlicher und politischer Verhältnisse und Personen, z. B. in den Pamphleten: On the folly and danger of methodism (1809) und The reformist's reply to an article on the state of parties in the Edinburgh Review (1809), wusste er den Radikalismus am geistreichsten in die Londoner Journalistik einzuführen, besonders in dem von ihm gemeinschaftlich mit seinem Bruder John 1808 gegründeten und im radikal-reformpolitischen Geist geschriebenen Examiner.
1811 kam es zu einer ersten Begegnung zwischen Leigh Hunt und dem jungen Dichter Percy Bysshe Shelley, nachdem Shelley sich in einem Brief an Hunt gewandt und diesem von seinen Vorstellungen zu politischen Reformen berichtet hatte. Daraufhin lud Hunt Shelley zu sich nach Hampstead ein.
Wegen eines Libells auf den Prinzregenten, nachmaligen König Georg IV., wurde er 1813 zu zweijähriger Einkerkerung verurteilt, wofür er sich durch seinen  Report of an information, filed ex officio by the Attorney general with observations rächte.
Die juristischen Tatbestände „blasphemische Verleumdung“ (blasphemous libel) und „aufrührerische Verleumdung“ (seditious libel) waren zu einer politischen Waffe der Regierung gegen gesellschaftskritische Vorstellungen und gegen die frühe Bewegung für eine freie Presse, zu der Hunt zählte, geworden.
Anschließend sich mehr der Poesie zuwendend, gründete er durch das echt romantische Gedicht  The story of Rimini (1816) seinen Ruf als Dichter; andere Poesien wie Foliage und  The feast of the poets folgten nach.
Im November 1816 nahm Shelley wieder brieflich Kontakt zu Hunt auf, der Anfang Dezember antwortete. Von nun an entwickelte sich eine bemerkenswerte Freundschaft zwischen den beiden, die eine zeitweise finanzielle Unterstützung Hunts durch Shelley mit einschloss. Hunt hatte kurz vorher Shelley und andere junge Dichter, u. a. auch John Keats, lobend im Examiner vorgestellt. Während seiner Besuche bei Hunt lernte Shelley Keats auch persönlich kennen. In der Gemeinschaft von Schriftstellern, Journalisten, Dichtern und anderen Künstlern, die sich bei Hunt trafen (The Hunt Circle), fühlte sich auch Shelley wohl.
Über die 1810er Jahre hinweg hatte sich ein Kreis von Dichtern, Schriftstellern und Künstlern um Hunt herum gebildet. Hunt übernahm die Organisation, und der Examiner wurde ihr Sprachrohr und ihr Publikationsorgan.
Der Kreis, über verschiedene Zeitabschnitte hinweg betrachtet, besaß eine erstaunliche Größe. Einzelne Personen brachten auch ihre Familien und Freunde mit in den Kreis.
Zum Hunt-Kreis gehörten u. a. der Schriftsteller und Kritiker William Hazlitt, die Dichter John Keats, John Hamilton Reynolds, Horace Smith, der auch Börsenmakler war und der später Shelleys finanzielle Angelegenheiten verwaltete, Charles und Mary Lamb, der Maler Benjamin Haydon, der Verleger Charles Ollier und der heute so gut wie unbekannte Dichter Cornelius Webb. Zwischen den Familien Shelley und Hunt gab es 1817 enge Kontakte. Sie besuchten sich gegenseitig, auch für längere Zeit.
Im Hunt-Kreis betrachtete man die Dichtung auch als soziale Kunst, als Kunst in der Gemeinschaft, und so war es üblich, Schreibwettbewerbe zu veranstalten. Seit im Herbst 1817 eine massive Statue von Ramses II im British Museum ausgestellt worden war, wurde in der Presse viel über die Funde in Ägypten geschrieben, und das Thema „Ägypten“ war populär. Nach einem Besuch im British Museum mit Horace Smith schlug Shelley ihm einen Wettbewerb vor, bei dem beide ein Sonett zum Thema „Ramses II Statue“ schreiben sollten. Aus diesem Wettbewerb ging Shelleys bekanntes Gedicht Ozymandias hervor, das Hunt im Januar 1818 im Examiner veröffentlichte.
Von Anfang Oktober 1817 waren Hunt und die Dichter in seinem Umkreis heftigen und boshaften Angriffen des konservativen Blackwood’s Edinburgh Magazine ausgesetzt. In einer Artikelserie belegte Blackwood’s die dichterische Arbeit des Hunt-Kreises mit der abwertenden und lächerlich machenden Bezeichnung Cockney School. Die Angriffe richteten sich nicht nur gegen ihre dichterische Sprache und ihren Stil, sondern in herabsetzender Weise auch gegen die Personen selbst. Im Zentrum standen dabei neben Hunt auch William Hazlitt, John Keats und Percy Bysshe Shelley sowie deren Werke.
Der Stil der jungen Dichter stellte die auf Klassenunterschieden beruhende Auffassung darüber infrage, was „korrekte“ Dichtung in „angemessener“ und „reiner“ Sprache sei. Die Hunt-Gruppe ging davon aus, dass ihre Art „gewöhnlicher“ Dichtung in gleiche Höhen gelangen könne wie die traditionelle, „korrekte“ Dichtung.
Im August 1821 wandte sich Shelley an Hunt und schlug ihm vor, nach Italien zu kommen und zusammen mit Lord Byron und Shelley selbst eine Zeitschrift zu gründen, die den Namen The Liberal tragen sollte. Hunt stimmte nach einigen Überlegungen im September zu. Da er verschuldet war, erschien ihm ein gemeinsames Projekt mit Lord Byron auch finanziell aussichtsreich zu sein. Er begab sich im November 1821 mit seiner Familie auf die Schiffsreise nach Italien, die aber unterbrochen werden musste, da die Wetterverhältnisse eine Weiterfahrt nicht zuließen. Erst im nächsten Frühjahr konnten sie die Reise fortsetzen und erreichten im Juli 1822 Livorno, wo Shelley und Byron sie erwarteten.
Die persönliche Beziehung zwischen Leigh Hunt und Lord Byron war nicht von Sympathie geprägt. Jedoch unterstützte Byron Hunt und dessen Familie finanziell, so z. B. bei den Reisekosten von England nach Italien und auch während ihres Aufenthalts in Italien.
Nach Shelleys überraschendem Tod im Juli 1822 zog die Familie Hunt gemeinsam mit Lord Byron von Pisa nach Genua.
Die Familie Hunt blieb noch zwei weitere Jahre in Italien, während Byron 1823 nach Griechenland weiterreiste, um am Freiheitskampf der Griechen gegen das Osmanische Reich teilzunehmen.
Ungeachtet dessen zeichnete Hunt 1828 in seinem Buch Lord Byron and some of his contemporaries ein einseitig negatives Bild von Byron, was ihm heftige Kritik von seinen Zeitgenossen einbrachte.
Als im August 1822 in einer besonderen Zeremonie die Verbrennung des Leichnams Shelleys am Strand stattfand, gehörte Hunt zusammen mit Lord Byron und Edward John Trelawny zu den Anwesenden.
Byron hielt trotz Shelleys Tod zunächst am Zeitschriftenprojekt des Liberal fest.
Die erste Ausgabe erschien im Oktober 1822. Im Sommer 1823 zog sich Byron angesichts seiner bevorstehenden Abreise nach Griechenland langsam vom Liberal zurück. Die vierte und letzte Ausgabe erschien im Juli 1823.
Nach seiner Rückkehr nach England im Jahre 1825 betätigte Hunt sich weiterhin schriftstellerisch und erschuf eine Fülle hervorragender literarisch-journalistischer Arbeiten.
Es folgten weitere kurzlebige Zeitschriftenprojekte in den Jahren 1828 bis 1835.
1832 begann eine lebenslange Freundschaft mit Thomas Carlyle.
In der Zeit von 1834 bis 1840 geriet Hunt immer wieder in große finanzielle Schwierigkeiten und in Armut. Ab 1841 erhielt er jedoch zunehmend Unterstützung von Freunden, und im Juni 1847 wurde ihm eine offizielle Pension durch den Premierminister Lord Russell bewilligt.
Nach zwei Jahren sich deutlich verschlechternder Gesundheit starb Leigh Hunt im August 1859.
Unter Hunts eigenen, späteren schriftstellerischen Arbeiten sind besonders erwähnenswert das Gedicht Abou Ben Adhem (1834), das Drama A legend of Florence (1840) und das erzählende Gedicht The Pallrey, a love-story of old times (1842), worin die üppige Einbildungskraft, ungewöhnliche Sprachgewandtheit und pittoreske Darstellungsgabe des Verfassers glänzend hervortreten.
Weitere Werke sind:
- Classic tales (1833, 5 Bände);
- das komische Gedicht Captain Sword and Captain Pen (1835);
- die Romane Sir Ralph Esher (1832)
- und Imagination and fancy (1845);
- Men, Women and books (1847, 2 Bände);
- The town (1848);
- Autobiography and reminiscences (1850, 3 Bände);
- The fourth estate, eine Geschichte der englischen Presse (1852);
- The religion of the heart, Darlegung seiner Ansichten über natürliche Religion (1853);
- Notices of Wycherley, Congreve, Vanbrugh and Farquhar (1855);
- The old Court Suburb, Beschreibung der Londoner Vorstadt Kensington (1855, 2 Bände), u. a.

Er übersetzte auch Torquato Tassos Aminta und erwarb sich durch seine treffliche Modernisierung Chaucers ein großes Verdienst.